# 独龙叶䗛
独龙叶䗛（学名：Cryptophyllium drunganum）叶竹节虫科（叶䗛科）叶䗛属的一种，分布于中华人民共和国云南省西北部。
2021年，有学者创立了一个新属－隐叶䗛属？（Cryptophyllium），将本种划归该属。

## 形态特征
正模标本为一雌虫，长75毫米，宽30毫米。头部卵圆，端部较窄。复眼小而圆凸，触角短粗。前胸窄而小，呈倒梯形；中胸宽大，呈三角形。前翅长55毫米，宽15毫米；后翅薄而透明。腹部长50毫米，第四节中部最宽，第七腹节后侧角圆突，第八至第十节呈等边三角形。